# Lovro Grizogono
Lovro Grizogon(o) (Grisogono) (Split, 18. travnja 1590. – Trst, 24. ožujka 1650.), hrvatski katolički svećenik, isusovac, teolog i duhovni pisac.
Bio je jedan od najvećih hrvatskih mariologa svih vremena. Rodom je bio Hrvat iz Splita. U izvorima na latinskom ime mu glasi Laurentio Chrysogono.
Kao isusovac pripadao je austrijskoj provinciji, u čijim se je školama i školovao: u Ljubljani, Olomoucu, Brnu i Grazu.
Dobro je vladao latinskim, na kojem je isključivo pisao svoja djela. Poznavao je također izvrsno prirodne znanosti, humanizam, antiku, starogrčku i starorimsku kulturu, astronomiju i botaniku. Osim što ga je krasila velika inteligencija, bio je veliki erudit.
Tri je godine bio rektorom u Ilirskom kolegiju u Loretu, u isto vrijeme kad je Bartul Kašić ondje bio službenim penitencijarom (ispovjednikom) za hrvatske hodočasnike. Osim toga, bio je rektorom kolegija u Rijeci.
Njegov prostorni djelokrug je bio velik. Propovijedao je i radio za velike knjižnice u Austriji (Graz, Beč), Hrvatskoj (Zagreb), Italiji (Trst).
Poznato je njegovo teološko djelo Mundus Marianus iz triju svezaka:
1. Mundi Mariani Pars Prima. Maria Speculum Mundi Archetypi seu Divinitatis.
2. Mundus Marianus, hoc est Maria Speculum Mundi Caelestis
3. Mundus Marianus, sive Maria Speculum Mundi Sublunaris.

Iako je stvarao isključivo na latinskom, u radu je uvijek iskazivao veliku vezanost za domovinu Hrvatsku, spominjući hrvatske kulturne (Marulić) i vojne velikane (Kružić, Parižević), marijanska svetišta diljem Hrvatske (Trsat, Remete), a o domovini je zapisao "U ovoj kraljevini Hrvatskoj, nekoć vrlo moćnoj, a sada nemilo okljaštrenoj i potlačenoj osmanlijskom tiranijom...".
Na radu Lovre Grizogona poznati hrvatski mariolog Ante Katalinić je stekao doktorat.